# Orde (groepentheorie)
In de groepentheorie, een onderdeel van de wiskunde, heeft orde twee nauw verwante betekenissen:
- de orde van een groep is gelijk aan de kardinaliteit, dat wil zeggen het aantal elementen van de groep;
- de orde, soms periode, van een element {\displaystyle g} van een groep is het kleinste positieve gehele getal {\displaystyle m}, zodat {\displaystyle g^{m}=e}, waarin {\displaystyle e} het neutrale element van de groep is. Als zo'n {\displaystyle m} niet bestaat, zegt men dat {\displaystyle g} een oneindige orde heeft. Alle elementen van eindige groepen zijn van een eindige orde.

De orde van de groep {\displaystyle G} wordt genoteerd als {\displaystyle |G|}, of ook wel als {\displaystyle \mathrm {ord} (G)}, en de orde van een element {\displaystyle g\in G} door {\displaystyle \mathrm {ord} (g)}. Indien {\displaystyle g\in G} kan {\displaystyle |G|} volgens de stelling van Lagrange door {\displaystyle \mathrm {ord} (g)} worden gedeeld.

## Voorbeelden
- De symmetriegroep {\displaystyle \mathrm {S} _{6}} heeft als elementen de 6 permutaties van 3 objecten, dus {\displaystyle \mathrm {ord} (\mathrm {S} _{6})=6}. De groep heeft de onderstaande cayley-tabel.

| *                 | {\displaystyle e=123}    | {\displaystyle s=132}    | {\displaystyle t=213}    | {\displaystyle u=231}    | {\displaystyle v=312}    | {\displaystyle w=321}    |
| {\displaystyle e} | {\displaystyle ee=123=e} | {\displaystyle se=132=s} | {\displaystyle te=213=t} | {\displaystyle ue=231=u} | {\displaystyle ve=312=v} | {\displaystyle we=321=w} |
| {\displaystyle s} | {\displaystyle es=132=s} | {\displaystyle ss=123=e} | {\displaystyle ts=231=u} | {\displaystyle us=213=t} | {\displaystyle vs=321=w} | {\displaystyle ws=312=v} |
| {\displaystyle t} | {\displaystyle et=213=t} | {\displaystyle st=312=v} | {\displaystyle tt=123=e} | {\displaystyle ut=321=w} | {\displaystyle vt=132=s} | {\displaystyle wt=231=u} |
| {\displaystyle u} | {\displaystyle eu=231=u} | {\displaystyle su=321=w} | {\displaystyle tu=132=s} | {\displaystyle uu=312=v} | {\displaystyle vu=123=e} | {\displaystyle wu=213=t} |
| {\displaystyle v} | {\displaystyle ev=312=v} | {\displaystyle sv=213=t} | {\displaystyle tv=321=w} | {\displaystyle uv=123=e} | {\displaystyle vv=231=u} | {\displaystyle wv=132=s} |
| {\displaystyle w} | {\displaystyle ew=321=w} | {\displaystyle sw=231=u} | {\displaystyle tw=312=v} | {\displaystyle uw=132=s} | {\displaystyle vw=213=t} | {\displaystyle ww=123=e} |
De orde van het neutrale element {\displaystyle e} is gelijk aan 1.
De elementen {\displaystyle s,t} en {\displaystyle w} zijn involuties, ze hebben orde 2.
Zowel {\displaystyle u} als {\displaystyle v} hebben  orde  3, want
{\displaystyle u^{3}=u^{2}u=vu=e}
{\displaystyle v^{3}=v^{2}v=uv=e}
- Een groep waarin alle elementen, behalve het neutrale element waarvan de orde 1 is, van de orde 2 zijn, dus involuties zijn, is commutatief.

{\displaystyle ab=(ab)^{-1}=b^{-1}a^{-1}=ba}